# Allan M. Brandt
Allan Morris Brandt (Washington D. C., 1953) es historiador y educador estadounidense. Se desempeña como profesor Amalie Kass de Historia de la Medicina y Profesor de Historia de la Ciencia en la Universidad de Harvard. Es autor de varios libros, entre ellos The Cigarette Century: The Rise, Fall, and Deadly Persistence of the Product that Defined America, que fue finalista del Premio Pulitzer de no ficción general.

## Biografía
Recibió su licenciatura en historia por la  Universidad Brandeis en 1974. Luego asistió a la Universidad de Columbia, donde recibió su doctorado en historia de Estados Unidos en 1983. Ha escrito sobre la historia social de las enfermedades epidémicas; la historia de la salud pública y la política sanitaria; y la historia de la experimentación humana, entre otros temas. En 1998 fue elegido miembro del Instituto de Medicina de la Academia Nacional de Ciencias.
En septiembre de 2004, testificó como perito para el Departamento de Justicia de Estados Unidos en Estados Unidos contra Philip Morris. El juez del tribunal federal de distrito en el caso determinó que las empresas habían violado los estatutos contra el crimen organizado y el fraude (RICO) durante un período de cincuenta años. Brandt ha sido elegido miembro del Instituto de Medicina de la Academia Nacional de Ciencias y de la Academia Estadounidense de las Artes y las Ciencias.
Su libro más reciente, The Cigarette Century, recibió el premio Bancroft en 2008. Fue coautor de un artículo de 1985 sobre el SIDA en Harper's.

## Premios
- Medalla William H. Welch de la Asociación Estadounidense de Historia de la Medicina (2011)
- Premio Bancroft (2008)
- Premio Albert J. Beveridge de la Asociación Histórica Estadounidense y Premio Arthur Viseltear de la Asociación Estadounidense de Salud Pública por he Cigarette Century: The Rise, Fall, and Deadly Persistence of the Product that Defined America (2007)

### Libros
- The Cigarette Century: The Rise, Fall, and Deadly Persistence of the Product That Defined America. Basic Books. 2007. ISBN 978-0-465-07047-3.
- No Magic Bullet: A Social History of Venereal Disease in the United States Since 1880. Oxford University Press. 1987. ISBN 978-0-19-504237-5. «Allan M Brandt.»
- Allan M. Brandt; Paul Rozin, eds. (1997). Morality and Health. Routledge. ISBN 978-0-415-91582-3.